# Мера хрупкости
Ме́ра хру́пкости — это структурно-чувствительная характеристика механического поведения малодеформирующихся материалов, по численным значениям которой можно оценить основные особенности их деформирования и разрушения. Эта характеристика была впервые введена в 1973 году профессором Г. А. Гогоци как «мера хрупкости» с присвоенным обозначением Х — для неметаллических хрупких материалов, и получила дальнейшее широкое распространение в механике твердого тела.

## Определение

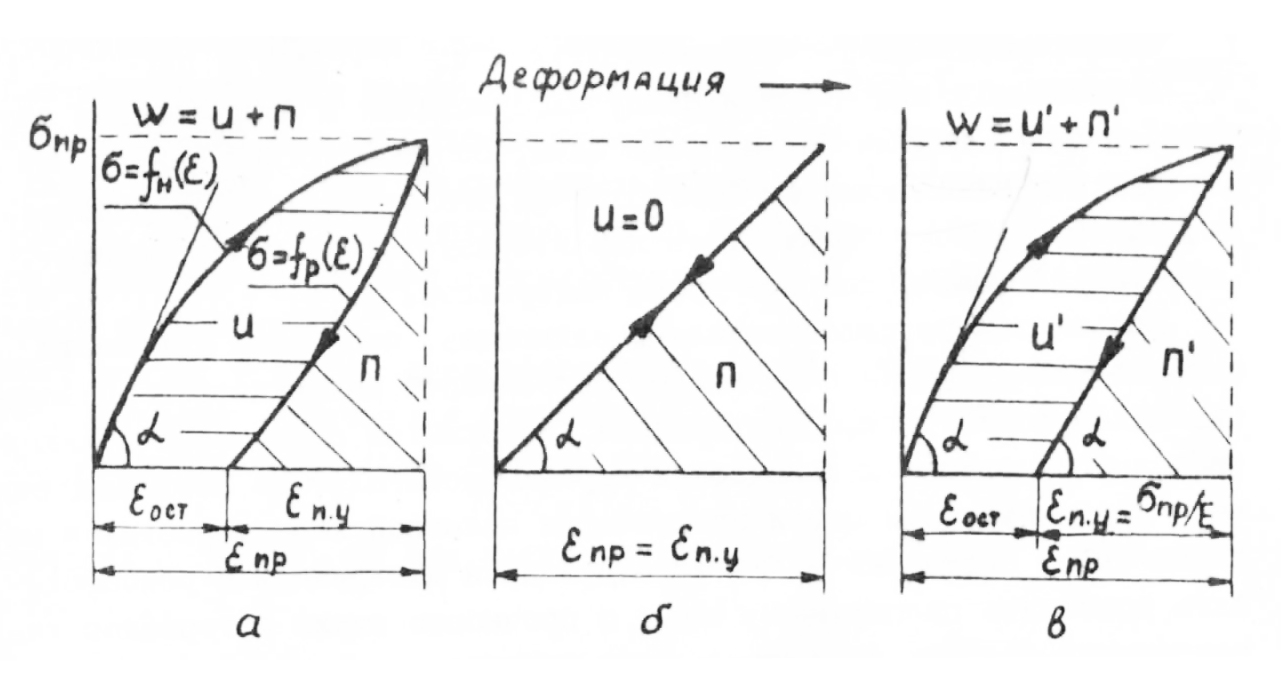
а-в Схемы диаграммы деформирования по Гогоци Г. А.

Рассматривая удельную (отнесенную к единице объёма) механическую энергию, затрачиваемую на деформирование и дальнейшее разрушение образцов, можно обнаружить, что для каждого материала характерно не только общее количество этой энергии W, но и соотношение составляющих её частей, а именно (смотрите рисунок): энергии, расходуемой на упругое деформирование (потенциальная энергия П), и энергии W, рассеиваемой (безвозвратно теряемой) при деформировании. В соответствии с этим была предложена характеристика механического поведения малодеформирующихся материалов, равная отношению удельной упругой энергии П, накапливаемой в материале к моменту его разрушения, ко всей удельной энергии, затрачиваемой на его деформирование к этому же моменту.
Выражение для меры хрупкости по Рис.а может быть представлено в виде:
{\displaystyle \chi ={\frac {\Pi }{W}}={\frac {\int _{\varepsilon _{\text{ост}}}^{\varepsilon _{\text{пр}}}f_{\text{р}}(\varepsilon )d\varepsilon }{\int _{0}^{\varepsilon _{\text{пр}}}f_{\text{н}}(\varepsilon )d\varepsilon }}\,,\qquad (1)}
где ε — текущая деформация; σ=fн(ε) — функция, описывающая диаграмму деформирования материала при нагрузке от нулевой до предельной деформации εпр; σ=fр(ε) — функция, выражающая зависимость между напряжениями и деформациями при разгрузке материала от предельной деформации до остаточной εост.
В соответствии с формулой (1) численные значения меры хрупкости изменяются от 1 до 0 (диаграмма деформирования для случая χ=1 показана на рис.б)

## Линейная аппроксимация
Для материалов, у которых кривая σ=fн(ε) может быть с достаточной степенью точности аппроксимирована прямой (Рис.в), формулу (1) можно записать в виде:
{\displaystyle \chi ={\frac {\sigma _{\text{пр}}^{2}}{2E\int _{0}^{\varepsilon _{\text{пр}}}f_{\text{н}}(\varepsilon )d\varepsilon }}\,,\qquad (2)}
где σ2пр — предел прочности материала, Е — модуль упругости.
Особенностью меры хрупкости как характеристики механического поведения является то, что, во-первых, с её помощью интегрально учитываются действительные (не идеализированные) законы связи между деформациями и напряжениями, характерные для конкретного материала; во-вторых, способность материала сопротивляться разрушению. Последнее обусловлено тем, что энергетические затраты на распространение трещины пополняются за счет упругой энергии П, накопленной в материале к моменту её страгивания, а сопротивляемость материала к развитию трещин (трещиностойкость) во многом связана с теми же эффектами, которые обуславливают рассеяние энергии U (рис. а-в) при его деформировании до предельного состояния. Это объясняет утверждение, что особенности механического поведения материалов, определяемые мерой хрупкости, могут быть описаны не только выражением 1, но также и в виде отношения величин, характеризующих различие в их сопротивляемости образованию и развитию трещин и, например, отношением скорости высвобождения упругой энергии деформаций Gк к j-интегралу и т. д.
Поскольку закон связи между деформациями и напряжениями обусловлен микромеханическими процессами, сопровождающими нагрузки материала и зависят от особенностей его структуры, соответственно с помощью меры хрупкости можно охарактеризовать не только макро-, но и микромеханическое поведение материалов.
С помощью меры хрупкости описываются принципиально важные особенности механического поведения малодеформирующихся материалов, которые не содержатся в других физико-механических характеристиках. Это позволило считать меру хрупкости новой практически полезной характеристикой механического поведения малодеформирующихся материалов.
При ориентировочных оценках материалов приближенные значения меры хрупкости могут определяться по предельным характеристикам диаграмм деформирования. Для этого выражение (1) можно записать в виде:
{\displaystyle \chi ={\frac {\Pi }{W}}={\frac {\eta _{\Pi }\sigma _{\text{пр}}\varepsilon _{\text{п,у}}}{\eta \sigma _{\text{пр}}\varepsilon _{\text{п,р}}}}={\frac {\eta _{\Pi }\varepsilon _{\text{п,у}}}{\eta \varepsilon _{\text{п,р}}}}}
где η — коэффициент заполнения всей диаграммы деформирования; ηП — коэффициент заполнения частой этой диаграммы, соответствующей потенциальной энергии П.
Приняв соотношение ηП/η равным единице можно определить меру хрупкости как:
{\displaystyle \chi ={\frac {\varepsilon _{\text{п,у}}}{\varepsilon _{\text{п,р}}}}\,.\qquad (3)}
При использовании формулы (3) нелинейные диаграммы деформирования аппроксимируются прямыми линиями, проводимыми под углом β, тангенс которого соответствует секущему модулю в момент разрушения образца (при этом тангенс ⁡α численно равен модулю упругости материала). Такой аппроксимацией вносится неточность в определение значения меры хрупкости, обусловленная особенностями деформирования каждого конкретного материала. Поэтому при практических оценках материалов значения χ′ должны использоваться с осторожностью.
Для инженерного применения меру хрупкости целесообразно определять по формуле 2, а измерения для расчета меры хрупкости наиболее желательно проводить при одноосном растяжении образцов или четырёх-точечном изгибе.
Керамические и огнеупорные материалы из-за особенностей их механического поведения (степени неупругости) делятся на хрупкие — упругодеформирующиеся до разрушения и относительно хрупкие — неупругодеформирующиеся до разрушения. При этом в качестве классификационного параметра используют характеристику их механического поведения — меру хрупкости χ , что составляет для хрупких материалов χ =1, а относительно хрупких — 0<χ<1).